# Списак ликова у Саут Парку
Саут Парк је америчка анимирана телевизијска серија креирана од стране Треја Паркера и Мета Стоуна за телевизијску мрежу Комеди сентрал. Прича прати четворицу дечака; Стена Марша, Кајла Брофловског, Ерика Картмана и Кенија Макормика и њихове бизарне авантуре у и око предела града Колорада.
Стоун и Паркер позајмљују гласове већини мушких ликова у Саут Парку. Мери Кеј Бергман давала је гласове већини женских ликова у серији све до своје смрти 1999. Од тада, већину женских улога гласове су позајмљивали Елиза Шнајдер (1999–2003), Мона Маршал (2000 – данас) и Ејприл Стиварт (2003– присутни).

## Главни ликови

### Стен Марш
Стенли Рендал Вилијам "Стен" Марш један је од четири главна лика у емисији. Глас му позајмљује ко-креатор серије, Треј Паркер. Први пут се појавио у филму Дух Божића и приказан је као "нормално, просечно, америчко дете". Стен је ученик трећег, касније четвртог разреда основне школе.

### Кајл Брофловски
Кајл Матеј Брофловски је такође један од четири главна лика у емисији и глас му даје ко-творац серије Мет Стоун. Своју премијеру имао је у кратком филму Дух Божића. Кајл често показује највиши морални стандард од свих дечака и обично се приказује као и најинтелигентнији. Описивајући Кајла, Стоун наводи да су и он и лик "реакционарни" и подложни раздражљивости и нестрпљивости. Кајл је врло препознатљив као јеврејско дете у емисији, и због тога се често осећа као "аутсајдер" међу другом децом. Поред тога, његов портрет у овој улози често је само сатаричан, па је тиме и изазвао похвалу јевреских гледалаца. У многим епизодама, Кајл размишља о етици веровања, моралним дилемама и спорним питањима. Често размишља о стварима које је научио и чуо током школског часа, па тиме учестало почиње својеврсн говор реченицом: „Знате, данас сам нешто научио...".

### Ерик Картман
Ерик Теодор Картмен први пут се појављује у краткој емисији из 1992, "Исус против Фростија", а глас му је давао, и данас даје, Паркер. Картмен је приказан као агресиван, предрасудан и емоционално нестабилан клинац. Те особине значајно повећавају интензитет у каснијим сезонама, како се његов лик развија. Почиње испољавати психопатско и крајње манипулативно понашање. Ерик је приказан као веома интелигентан дечак, способан да успешно спроводи морално страшне задатке и пословне идеје. Међу главним дечјим ликовима серије, Картмен се издваја као "гојазно дете", због кога је непрестано предмет вређања и исмевања. Картман се често приказује као негативац чијим радњама се покреће главни заплет епизоде. Осталу децу и разреднике отуђује Ериково безосећајно, расистичко, хомофобично, антисемитско, мизогинистичко, лењо, самоправедно и дивље несигурно понашање. Картмен често прави антисемитске увреде усмерене према Јевреју Кајлу. Такође стално исмева Кенија зато што је сиромашан. Ерик посебно манипулише и злоставља Батерса Сточа те и приказује крајњи презир према хипијима. Иако се сматра главним антагонистом серије, у више наврата је приказан као главни јунак епизоде.

### Кени Мекормик
Кенет Џејмс "Кени" Мекормик један је од главних ликова у емисији који је дебитовао у кратком филму 1992. године. Његов пригушени и неприметни говор резултат су ношења капуљаче и јакне која покрива уста. Глас му позајмљује Стоун. Пријатељ је са Стеном и Кајлом, а истовремено успева да одржава пријатељство са Ериком Картменом Кенија редовно деца задиркују како је сиромашан, нарочито Картмен. Пре шесте сезоне, Кени је умирао у свакој епизоди, са пар изузетака. Смрти су углавном биле језиве и приказиване су на комичан и апсурдан начин. Његове смрти су обично пратили Стен и Кајл, вичући "О мој Боже! Убили су Кенија!" и "Проклетници!". У епизоди "Kenny Dies", Кени умире након што је развио терминалну мишићну болест. Паркер и Стоун тврдили су да се Кени неће враћати у идућим епизодама, наводећи да су се уморили од константног умирања Кенија у свакој епизоди. У већем делу 6. сезоне, његово место заузима Батерс. Ипак, Кени се вратио из вишегодишњег одсуства у финалној епизоди шесте сезоне, "Red Sleigh Down" и од тада остаје главни карактер у емисији. Његов лик више не умире у свакој епизоди, иако је било пар изузетака. Кенијев суперхеројски алтер его, Мистерион, први пут се појавио у епизоди тринаесте сезоне, "The Coon".